# Robert Helenius
Robert Gabriel Helenius, född 2 januari 1984 i Stockholm, är en finlandssvensk professionell tungviktsboxare. Som amatör vann han silver i europeiska mästerskapen 2006. Som proffs är han obesegrad i 17 matcher. Han är känd under namnet "The Nordic Nightmare".

## Amatörkarriär
Helenius kommer från Borgå, som amatör representerade han Borgå boxningsförening. Som tränare och manager fungerade hans pappa Karl Helenius. Under amatörkarriären gick Helenius ungefär 150 matcher. Robert Helenius vann under åren 2003–2005 supertungviktsklassens finska mästerskap. I europeiska mästerskapen 2006 fick Helenius silver. Han förlorade finalen mot Rysslands Islam Timurziev med poängen 32–14.

## Proffskarriär
2008 började Robert Helenius som proffs för tyska Wilfried Sauerland. I augusti 2010 vann Helenius den vakanta EU heavyweight titeln mot den obesegrade Gregory Tony. Han försvarade sin titel första gången 27 november 2010 genom att besegra Attila Levin med en teknisk knockout i andra ronden. I samma match vann han också WBO Inter-Continental titeln.
2 april 2011 besegrade Helenius Samuel Peter i nionde ronden och försvarade sin WBO Inter-Continental titel samt vann den vakanta WBA Inter-Continental titeln.
27 augusti 2011 försvarade han sina WBO och WBA Inter-Continental titlar mot Sergei Liakhovich och är därmed upp i 16 raka segrar.
Helenius hade endast 2 nederlag under hela sin proffskarriär, dessa mot Anthony Joshua och Deontay Wilder. Dessa herrar visade sig för svåra och slog ut Helenius brutalt.

## Statistik från proffskarriären
| 28 segrar (17 knockout), 2 förluster, 0 oavgjorda |           |                    |     |        |            |                                                                   |                                     |
| Resultat                                          | Statistik | Motståndare        | Typ | Rond   | Datum      | Plats                                                             | Noterat                             |
| Vinst                                             | 17–0      | Dereck Chisora     | SD  | 12     | 2011-12-03 | Hartwall Areena, Helsingfors, Finland                             | Won vacant EBU (European) HW title. |
| Vinst                                             | 16-0      | Siarhei Liakhovich | TKO | 9 (12) | 2011-08-28 | Olympia-Eissportzentrum, München, Bayern, Tyskland \|align=left\| |                                     |
| Vinst                                             | 15–0      | Samuel Peter       | KO  | 9 (12) | 2011-04-02 | Gerry Weber Stadion, Halle, Nordrhein-Westfalen, Tyskland         |                                     |
| Vinst                                             | 14–0      | Attila Levin       | TKO | 2 (12) | 2010-11-27 | Hartwall Areena, Helsingfors, Finland                             |                                     |
| Vinst                                             | 13–0      | Gregory Tony       | TKO | 6 (12) | 2010-08-21 | Messehalle, Erfurt, Thüringen, Tyskland                           |                                     |
| Vinst                                             | 12–0      | Gbenga Oloukun     | UD  | 8      | 2010-03-26 | Tölö sporthall, Helsingfors, Finland                              |                                     |
| Vinst                                             | 11–0      | Lamon Brewster     | TKO | 8 (10) | 2010-01-30 | Jahnsportforum, Neubrandenburg, Mecklenburg-Vorpommern, Tyskland  |                                     |
| Vinst                                             | 10–0      | Taras Bidenko      | RTD | 3 (8)  | 2009-11-07 | Arena Nürnberger Versicherung, Nürnberg, Bayern, Tyskland         |                                     |
| Vinst                                             | 9–0       | Serdar Uysal       | KO  | 6 (8)  | 2009-08-29 | Gerry Weber Stadion, Halle, Nordrhein-Westfalen, Tyskland         |                                     |
| Vinst                                             | 8–0       | Scott Gammer       | KO  | 6 (8)  | 2009-05-30 | Hartwall Areena, Helsingfors, Finland                             |                                     |
| Vinst                                             | 7–0       | Oezcan Cetinkaya   | TKO | 2 (8)  | 2009-05-09 | Jako-Arena, Bamberg, Bayern, Tyskland                             |                                     |
| Vinst                                             | 6–0       | Enrico Garmendia   | TKO | 1 (6)  | 2009-02-28 | Jahnsportforum, Neubrandenburg, Mecklenburg-Vorpommern, Tyskland  |                                     |
| Vinst                                             | 5–0       | Remigijus Ziausys  | UD  | 6      | 2008-11-28 | Hartwall Areena, Helsingfors, Finland                             |                                     |
| Vinst                                             | 4–0       | Nikola Vujasinovic | UD  | 4      | 2008-11-08 | Jako-Arena, Bamberg, Bayern, Tyskland                             |                                     |
| Vinst                                             | 3–0       | Ergin Solmaz       | UD  | 4      | 2008-09-05 | Nojesfabriken, Karlstad, Sverige                                  |                                     |
| Vinst                                             | 2–0       | David Vicena       | UD  | 4      | 2008-06-07 | Mellringehallen, Örebro, Sverige                                  |                                     |
| Vinst                                             | 1–0       | Gene Pukall        | TKO | 1 (4)  | 2008-05-17 | Oberfrankenhalle, Bayreuth, Bayern, Tyskland                      |                                     |